# Симоити
Симоити (яп. 下市町 Симоити-тё:) — посёлок в Японии, находящийся в уезде Йосино префектуры Нара. Площадь посёлка составляет 62,01 км², население — 6224 человека (1 августа 2014), плотность населения — 100,37 чел./км².

## Географическое положение
Посёлок расположен на острове Хонсю в префектуре Нара региона Кинки. С ним граничат город Годзё, посёлки Оёдо, Ёсино и село Куротаки.

## Население
Население посёлка составляет 6224 человека (1 августа 2014), а плотность — 100,37 чел./км². Изменение численности населения с 1980 по 2005 годы:
| 1980 | 11 460 чел. |  |
| 1985 | 10 801 чел. |  |
| 1990 | 9950 чел.   |  |
| 1995 | 9532 чел.   |  |
| 2000 | 8670 чел.   |  |
| 2005 | 7737 чел.   |  |

## Символика
Деревом посёлка считается криптомерия, цветком — Portulaca grandiflora.